# کویی (دربار ژاپن)
کویی (به ژاپنی: 更衣 こうい) در ابتدا، این نام به یک بانوی درباری بود که به امپراتور کمک می‌کرد تا لباس خود را عوض کند، اما بعداً این نام به مقام زن امپراتور ژاپن خارج از نظام امپراتوری تبدیل شد. مقام کویی پایین‌تر از نیوگو (معشوقه امپراتور) و مقام نیوگو در سطحی پایین‌تر از کوگو (همسر اصلی امپراتور ژاپن) قرار داشت. از آنجا که امکان ورود به اتاق‌های نشیمن و اتاق خواب امپراتور وجود داشت، کویی ویژگی‌های یک همسر را داشت و در عصر امپراتور ساگا، اصطلاحی شد که برای اشاره به همسری رده پایین‌تر استفاده می‌شد.